# Rifa e Sul
Região de Rifa e Sul (em árabe: الرفاع والمنطقة الجنوبية; romaniz.: Ar Rifa'wa al Mintaqah al Janubiyah) era uma das 12 regiões do Reino do Barém. Segundo censo de 2001, tinha 79 985 residentes. Compreendia 292 quilômetros quadrados.